# Liga Panameña de Fútbol Apertura 2009
La Liga Panameña de Fútbol Apertura 2009, oficialmente por motivo de patrocinio Copa Digicel Apertura 2009 fue la XXXI edición de los torneos de la Anaprof. En esta versión del torneo se le cambió el nombre a Liga Panameña de Fútbol. Esta temporada de la Primera División, concluye en el primer semestre del año próximo, con la disputa del Torneo Clausura 2010. La primera jornada se jugó el sábado 8 y domingo 9 de agosto de 2009. La final se jugó el domingo 13 de diciembre de 2009.
El Club Deportivo Árabe Unido se coronó campeón del torneo, el primero con la denominación de LPF después de ganarle en la final al Tauro FC. El Árabe se ganó el pase a la Concacaf Liga Campeones 2010-2011, por segundo año consecutivo en esta copa.
Y sumando ambos torneos (este Apertura y el siguiente Clausura 2010) el Tauro FC se ganó la clasificación a la ronda preliminar de la Concachampions, por ser el mejor segundo lugar sumando ambos torneos. El Alianza FC logró mantener la permanencia en la primera división al ganarle al Río Abajo FC en la ligilla de promoción.

## Datos de la LPF Apertura 2009
- Para darle una nueva imagen a la organización futbolística. Para ello, el 16 de julio de 2009 se presentó un nuevo logotipo para la liga, y un nuevo sistema que llegara a consolidar un trabajo de 20 años, entre los premios económicos, resalta los 20,000 USD para el club campeón.
- En este cambio entra una nueva empresa comercializadora o de mercadeo que le dará esa nueva imagen a la llamada LPF.

- Nuevamente, este torneo de la Primera División se llamó "Torneo Apertura", con el fin de que ahora en adelante se pondrá a tono con los sistemas de campeonato del resto de los países de la Concacaf, al momento de elegir a sus representantes para las próximas ediciones de la Liga Campeones.[5]

- En este torneo no hubo equipo ascendido debido a que en el torneo pasado no hubo descenso.

- En este torneo la Federación Panameña de Fútbol y la empresa COMEX firmaron un convenio de un año para la utilización de un aerosol – spray por parte de los árbitros panameños en los partidos de Primera División de Panamá (LPF), aerosol de color blanco tiene una duración de 4 a 5 minutos y se puede utilizar bajo lluvia en las canchas naturales y sintéticas.[6]

- A pesar de que nuevamente se llamó Apertura, si hubo descenso, a diferencia que en otras partes del mundo no hay descenso en los torneos Aperturas, si en los Clausuras. Pero en los próximos torneos si se pondrá a tono que los demás.

### Equipos del Torneo Apertura 2009
| Equipo                 | Ciudad           | Estadio                         | Capacidad |
| ---------------------- | ---------------- | ------------------------------- | --------- |
| Alianza FC             | Ciudad de Panamá | Mini Rommel                     | 800       |
| Atlético Chiriquí      | David            | Estadio San Cristóbal           | 3.000     |
| Atlético Veragüense    | Santiago         | Estadio Aristocles Castillo     | 2.500     |
| Deportivo Árabe Unido  | Colón            | Estadio Armando Dely Valdés     | 4.000     |
| Chorrillo FC           | Ciudad de Panamá | Estadio Javier Cruz             | 2.500     |
| CD Plaza Amador        | Ciudad de Panamá | Estadio Javier Cruz             | 2.500     |
| Chepo FC               | Chepo            | Mini Rommel                     | 800       |
| San Francisco FC       | La Chorrera      | Estadio Agustín Muquita Sánchez | 8.000     |
| Sporting San Miguelito | San Miguelito    | Estadio Bernardo Candela Gil    | 300       |
| Tauro FC               | Ciudad de Panamá | Mini Rommel                     | 800       |

## Estadísticas de la LPF Apertura 2009

### Tabla general
| LPF Apertura 2009 | LPF Apertura 2009      | LPF Apertura 2009 | LPF Apertura 2009 | LPF Apertura 2009 | LPF Apertura 2009 | LPF Apertura 2009 | LPF Apertura 2009 | LPF Apertura 2009 | LPF Apertura 2009 |
| Equipo            | Equipo                 | Pts               | PJ                | G                 | E                 | P                 | GF                | GC                | DIF               |
| ----------------- | ---------------------- | ----------------- | ----------------- | ----------------- | ----------------- | ----------------- | ----------------- | ----------------- | ----------------- |
| 1                 | Deportivo Árabe Unido  | 38                | 18                | 11                | 5                 | 2                 | 28                | 12                | +16               |
| 2                 | Atlético Chiriquí      | 35                | 18                | 11                | 2                 | 5                 | 36                | 26                | +10               |
| 3                 | Tauro FC               | 32                | 18                | 9                 | 5                 | 4                 | 38                | 22                | +16               |
| 4                 | Chorrillo FC           | 27                | 18                | 7                 | 6                 | 5                 | 21                | 21                | 0                 |
| 5                 | San Francisco FC       | 26                | 18                | 7                 | 5                 | 6                 | 25                | 23                | +2                |
| 6                 | Sporting San Miguelito | 25                | 18                | 7                 | 4                 | 7                 | 38                | 29                | +9                |
| 7                 | CD Plaza Amador        | 24                | 18                | 7                 | 3                 | 8                 | 26                | 30                | -4                |
| 8                 | Chepo FC               | 17                | 18                | 3                 | 8                 | 7                 | 16                | 25                | -7                |
| 9                 | Atlético Veragüense    | 13                | 18                | 3                 | 4                 | 11                | 22                | 36                | -14               |
| 10                | Alianza FC             | 9                 | 18                | 1                 | 6                 | 11                | 12                | 36                | -24               |

- Pts=Puntos; PJ=Partidos jugados; G=Partidos ganados; E=Partidos empatados; P=Partidos perdidos; GF=Goles a favor; GC=Goles en contra; DIF=Diferencia de gol

|  | Clasificado a las semifinales |

### Semifinales
|  | Semifinales           | Semifinales           | Semifinales           |                       |          | Final    | Final | Final |  |
|  |                       |                       |                       |                       |          |          |       |       |  |
|  |                       |                       |                       |                       |          |          |       |       |  |
|  | Deportivo Árabe Unido | Deportivo Árabe Unido | 4                     |                       |          |          |       |       |  |
|  | Deportivo Árabe Unido | Deportivo Árabe Unido | 4                     |                       |          |          |       |       |  |
|  | Chorrillo FC          | Chorrillo FC          | 3                     |                       |          |          |       |       |  |
|  | Chorrillo FC          | Chorrillo FC          | 3                     |                       | Tauro FC | Tauro FC | 2     |       |  |
|  |                       |                       |                       |                       | Tauro FC | Tauro FC | 2     |       |  |
|  |                       |                       | Deportivo Árabe Unido | Deportivo Árabe Unido | 3        |          |       |       |  |
|  | Atlético Chiriquí     | Atlético Chiriquí     | Deportivo Árabe Unido | Deportivo Árabe Unido | 3        | 4        |       |       |  |
|  | Atlético Chiriquí     | Atlético Chiriquí     |                       |                       |          | 4        |       |       |  |
|  | Tauro FC              | Tauro FC              | 7                     |                       |          |          |       |       |  |
|  | Tauro FC              | Tauro FC              | 7                     |                       |          |          |       |       |  |
|  |                       |                       |                       |                       |          |          |       |       |  |

### Tabla final
| Primeros Lugares | Primeros Lugares      |
| ---------------- | --------------------- |
| 1                | Deportivo Árabe Unido |
| 2                | Tauro FC              |
| 3                | Chorrillo FC          |
| 4                | Atlético Chiriquí     |

|  | Campeón del torneo y clasificado a la Concacaf Liga Campeones 2010-2011. |
|  | Clasificado a la Concacaf Liga Campeones 2010-2011 como mejor segundo.   |

- El Tauro FC se ganó el pase a la liga campeones de la Concacaf por ser el mejor segundo lugar de la temporada, sumando este torneo Apertura 2009 y el Clausura 2010.

## Jornadas de la fase regular

### Jornada 1
| Fecha               | Lugar                           | Local               | Resultado | Visitante              |
| ------------------- | ------------------------------- | ------------------- | --------- | ---------------------- |
| 8 de agosto de 2009 | Mini Rommel                     | Tauro FC            | 0:0       | Chorrillo FC           |
| 8 de agosto de 2009 | Estadio Javier Cruz             | CD Plaza Amador     | 2:0       | Chepo FC               |
| 8 de agosto de 2009 | Estadio Aristocles Castillo     | Atlético Veragüense | 0:0       | Alianza FC             |
| 9 de agosto de 2009 | Estadio Armando Dely Valdés     | CD Árabe Unido      | 2:1       | Atlético Chiriquí      |
| 9 de agosto de 2009 | Estadio Agustín Muquita Sánchez | San Francisco FC    | 1:0       | Sporting San Miguelito |

### Jornada 2
| Fecha                | Lugar                        | Local                  | Resultado | Visitante           |
| -------------------- | ---------------------------- | ---------------------- | --------- | ------------------- |
| 13 de agosto de 2009 | Estadio Bernardo Candela Gil | Sporting San Miguelito | 2:2       | CD Árabe Unido      |
| 14 de agosto de 2009 | Estadio Javier Cruz          | Chorrillo FC           | 2:2       | Atlético Veraguense |
| 15 de agosto de 2009 | Estadio San Cristóbal        | Atlético Chiriquí      | 0:2       | Tauro FC            |
| 15 de agosto de 2009 | Mini Rommel                  | Alianza FC             | 2:1       | CD Plaza Amador     |
| 16 de agosto de 2009 | Mini Rommel                  | Chepo FC               | 0:0       | San Francisco FC    |

### Jornada 3
| Fecha                | Lugar                           | Local               | Resultado | Visitante              |
| -------------------- | ------------------------------- | ------------------- | --------- | ---------------------- |
| 21 de agosto de 2009 | Estadio Agustín Muquita Sánchez | San Francisco FC    | 2:0       | Alianza FC             |
| 21 de agosto de 2009 | Mini Rommel                     | Tauro FC            | 0:1       | Sporting San Miguelito |
| 22 de agosto de 2009 | Estadio Javier Cruz             | Chorrillo FC        | 1:1       | Atlético Chiriquí      |
| 22 de agosto de 2009 | Estadio Aristocles Castillo     | Atlético Veraguense | 3:0       | CD Plaza Amador        |
| 23 de agosto de 2009 | Estadio Armando Dely Valdés     | CD Árabe Unido      | 1:0       | Chepo FC               |

### Jornada 4
| Fecha                | Lugar                        | Local                  | Resultado | Visitante           |
| -------------------- | ---------------------------- | ---------------------- | --------- | ------------------- |
| 27 de agosto de 2009 | Mini Rommel                  | Chepo FC               | 1:0       | Tauro FC            |
| 28 de agosto de 2009 | Estadio Bernardo Candela Gil | Sporting San Miguelito | 3:0       | Chorrillo FC        |
| 29 de agosto de 2009 | Estadio San Cristóbal        | Atlético Chiriquí      | 4:0       | Atlético Veraguense |
| 29 de agosto de 2009 | Mini Rommel                  | Alianza FC             | 0:0       | CD Árabe Unido      |
| 30 de agosto de 2009 | Estadio Javier Cruz          | CD Plaza Amador        | 2:1       | San Francisco FC    |

### Jornada 5
| Fecha                   | Lugar                       | Local               | Resultado | Visitante              |
| ----------------------- | --------------------------- | ------------------- | --------- | ---------------------- |
| 4 de septiembre de 2009 | Mini Rommel                 | Tauro FC            | 2:1       | Alianza FC             |
| 4 de septiembre de 2009 | Estadio Javier Cruz         | Chorrillo FC        | 2:1       | Chepo FC               |
| 5 de septiembre de 2009 | Estadio San Cristóbal       | Atlético Chiriquí   | 3:0       | Sporting San Miguelito |
| 5 de septiembre de 2009 | Estadio Aristocles Castillo | Atlético Veraguense | 0:1       | San Francisco FC       |
| 6 de septiembre de 2009 | Estadio Armando Dely Valdés | CD Árabe Unido      | 3:1       | CD Plaza Amador        |

### Jornada 6
| Fecha                    | Lugar                           | Local                  | Resultado | Visitante           |
| ------------------------ | ------------------------------- | ---------------------- | --------- | ------------------- |
| 11 de septiembre de 2009 | Estadio Javier Cruz             | CD Plaza Amador        | 0:0       | Tauro FC            |
| 11 de septiembre de 2009 | Mini Rommel                     | Alianza FC             | 1:1       | Chorrillo FC        |
| 12 de septiembre de 2009 | Estadio Bernardo Candela Gil    | Sporting San Miguelito | 2:1       | Atlético Veraguense |
| 12 de septiembre de 2009 | Estadio Agustín Muquita Sánchez | San Francisco FC       | 0:1       | CD Árabe Unido      |
| 13 de septiembre de 2009 | Mini Rommel                     | Chepo FC               | 2:2       | Atlético Chiriquí   |

### Jornada 7
| Fecha                    | Lugar                        | Local                  | Resultado | Visitante        |
| ------------------------ | ---------------------------- | ---------------------- | --------- | ---------------- |
| 18 de septiembre de 2009 | Estadio Bernardo Candela Gil | Sporting San Miguelito | 1:1       | Chepo FC         |
| 18 de septiembre de 2009 | Mini Rommel                  | Tauro FC               | 2:2       | San Francisco FC |
| 18 de septiembre de 2009 | Estadio Aristocles Castillo  | Atlético Veraguense    | 0:0       | CD Árabe Unido   |
| 19 de septiembre de 2009 | Estadio San Cristóbal        | Atlético Chiriquí      | 3:1       | Alianza FC       |
| 20 de septiembre de 2009 | Estadio Javier Cruz          | Chorrillo FC           | 2:3       | CD Plaza Amador  |

### Jornada 8
| Fecha                    | Lugar                           | Local            | Resultado | Visitante              |
| ------------------------ | ------------------------------- | ---------------- | --------- | ---------------------- |
| 25 de septiembre de 2009 | Estadio Agustín Muquita Sánchez | San Francisco FC | 1:0       | Chorrillo FC           |
| 25 de septiembre de 2009 | Mini Rommel                     | Alianza FC       | 2:0       | Sporting San Miguelito |
| 26 de septiembre de 2009 | Estadio Javier Cruz             | CD Plaza Amador  | 2:1       | Atlético Chiriquí      |
| 26 de septiembre de 2009 | Mini Rommel                     | Chepo FC         | 2:0       | Atlético Veraguense    |
| 26 de septiembre de 2009 | Estadio Armando Dely Valdés     | CD Árabe Unido   | 2:0       | Tauro FC               |

### Jornada 9
| Fecha                | Lugar                        | Local                  | Resultado | Visitante           |
| -------------------- | ---------------------------- | ---------------------- | --------- | ------------------- |
| 2 de octubre de 2009 | Mini Rommel                  | Tauro FC               | 4:0       | Atlético Veraguense |
| 3 de octubre de 2009 | Estadio Javier Cruz          | Chorrillo FC           | 1:0       | CD Árabe Unido      |
| 3 de octubre de 2009 | Estadio Bernardo Candela Gil | Sporting San Miguelito | 1:2       | CD Plaza Amador     |
| 3 de octubre de 2009 | Mini Rommel                  | Chepo FC               | 3:2       | Alianza FC          |
| 4 de octubre de 2009 | Estadio San Cristóbal        | Atlético Chiriquí      | 2:0       | San Francisco FC    |

### Jornada 10
| Fecha                | Lugar                        | Local                  | Resultado | Visitante           |
| -------------------- | ---------------------------- | ---------------------- | --------- | ------------------- |
| 6 de octubre de 2009 | Estadio Javier Cruz          | Chorrillo FC           | 2:1       | Tauro FC            |
| 6 de octubre de 2009 | Mini Rommel                  | Alainza FC             | 1:4       | Atlético Veraguense |
| 7 de octubre de 2009 | Estadio Bernardo Candela Gil | Sporting San Miguelito | 3:1       | San Francisco FC    |
| 7 de octubre de 2009 | Mini Rommel                  | Chepo FC               | 1:3       | CD Plaza Amador     |
| 7 de octubre de 2009 | Estadio San Cristóbal        | Atlético Chiriquí      | 2:1       | CD Árabe Unido      |

### Jornada 11
| Fecha                 | Lugar                           | Local               | Resultado | Visitante              |
| --------------------- | ------------------------------- | ------------------- | --------- | ---------------------- |
| 9 de octubre de 2009  | Estadio Aristocles Castillo     | Atlético Veraguense | 0:1       | Chorrillo FC           |
| 10 de octubre de 2009 | Estadio Agustín Muquita Sánchez | San Francisco FC    | 0:0       | Chepo FC               |
| 10 de octubre de 2009 | Mini Rommel                     | Tauro FC            | 5:2       | Atlético Chiriquí      |
| 11 de octubre de 2009 | Estadio Armando Dely Valdés     | CD Árabe Unido      | 2:0       | Sporting San Miguelito |
| 11 de octubre de 2009 | Estadio Javier Cruz             | CD Plaza Amador     | 1:1       | Alainza FC             |

### Jornada 12
| Fecha                 | Lugar                        | Local                  | Resultado | Visitante           |
| --------------------- | ---------------------------- | ---------------------- | --------- | ------------------- |
| 16 de octubre de 2009 | Mini Rommel                  | Chepo FC               | 0:1       | CD Árabe Unido      |
| 17 de octubre de 2009 | Mini Rommel                  | Alianza FC             | 2:2       | San Francisco FC    |
| 17 de octubre de 2009 | Estadio San Cristóbal        | Atlético Chiriquí      | 1:0       | Chorrillo FC        |
| 18 de octubre de 2009 | Estadio Bernardo Candela Gil | Sporting San Miguelito | 4:4       | Tauro FC            |
| 18 de octubre de 2009 | Estadio Javier Cruz          | CD Plaza Amador        | 4:2       | Atlético Veraguense |

### Jornada 13
| Fecha                 | Lugar                           | Local               | Resultado | Visitante              |
| --------------------- | ------------------------------- | ------------------- | --------- | ---------------------- |
| 23 de octubre de 2009 | Estadio Agustín Muquita Sánchez | San Francisco FC    | 1:0       | CD Plaza Amador        |
| 23 de octubre de 2009 | Mini Rommel                     | Tauro FC            | 3:0       | Chepo FC               |
| 24 de octubre de 2009 | Estadio Javier Cruz             | Chorrillo FC        | 3:2       | Sporting San Miguelito |
| 24 de octubre de 2009 | Estadio Aristocles Castillo     | Atlético Veraguense | 1:2       | Atlético Chiriquí      |
| 25 de octubre de 2009 | Estadio Armando Dely Valdés     | CD Árabe Unido      | 3:0       | Alianza FC             |

### Jornada 14
| Fecha                  | Lugar                           | Local                  | Resultado | Visitante           |
| ---------------------- | ------------------------------- | ---------------------- | --------- | ------------------- |
| 30 de octubre de 2009  | Mini Rommel                     | Chepo FC               | 1:1       | Chorrillo FC        |
| 31 de octubre de 2009  | Estadio Agustín Muquita Sánchez | San Francisco FC       | 3:2       | Atlético Veraguense |
| 31 de octubre de 2009  | Estadio Bernardo Candela Gil    | Sporting San Miguelito | 2:3       | Atlético Chiriquí   |
| 31 de octubre de 2009  | Mini Rommel                     | Alianza FC             | 0:2       | Tauro FC            |
| 1 de noviembre de 2009 | Estadio Javier Cruz             | CD Plaza Amador        | 0:2       | CD Árabe Unido      |

### Jornada 15
| Fecha                  | Lugar                       | Local               | Resultado | Visitante              |
| ---------------------- | --------------------------- | ------------------- | --------- | ---------------------- |
| 6 de noviembre de 2009 | Estadio Aristocles Castillo | Atlético Veraguense | 1:0       | Sporting San Miguelito |
| 6 de noviembre de 2009 | Mini Rommel                 | Tauro FC            | 2:0       | CD Plaza Amador        |
| 6 de noviembre de 2009 | Estadio San Cristóbal       | Atlético Chiriquí   | 3:0       | Chepo FC               |
| 7 de noviembre de 2009 | Estadio Armando Dely Valdés | CD Árabe Unido      | 1:1       | San Francisco FC       |
| 8 de noviembre de 2009 | Estadio Javier Cruz         | Chorrillo FC        | 1:0       | Alianza FC             |

### Jornada 16
| Fecha                   | Lugar                           | Local            | Resultado | Visitante              |
| ----------------------- | ------------------------------- | ---------------- | --------- | ---------------------- |
| 10 de noviembre de 2009 | Mini Rommel                     | Chepo FC         | 3:3       | Sporting San Miguelito |
| 11 de noviembre de 2009 | Estadio Armando Dely Valdés     | CD Árabe Unido   | 4:2       | Atlético Veraguense    |
| 11 de noviembre de 2009 | Estadio Javier Cruz             | CD Plaza Amador  | 0:0       | Chorrillo FC           |
| 11 de noviembre de 2009 | Estadio Agustín Muquita Sánchez | San Francisco FC | 3:5       | Tauro FC               |
| 11 de noviembre de 2009 | Mini Rommel                     | Alianza FC       | 1:2       | Atlético Chiriquí      |

### Jornada 17
| Fecha                   | Lugar                        | Local                  | Resultado | Visitante        |
| ----------------------- | ---------------------------- | ---------------------- | --------- | ---------------- |
| 14 de noviembre de 2009 | Estadio San Cristóbal        | Atlético Chiriquí      | 4:2       | CD Plaza Amador  |
| 14 de noviembre de 2009 | Mini Rommel                  | Tauro FC               | 1:1       | CD Árabe Unido   |
| 14 de noviembre de 2009 | Estadio Aristocles Castillo  | Atlético Veraguense    | 1:1       | Chepo FC         |
| 15 de noviembre de 2009 | Estadio Javier Cruz          | Chorrillo FC           | 3:2       | San Francisco FC |
| 15 de noviembre de 2009 | Estadio Bernardo Candela Gil | Sporting San Miguelito | 7:0       | Alianza FC       |

### Jornada 18
| Fecha                   | Lugar                           | Local               | Resultado | Visitante              |
| ----------------------- | ------------------------------- | ------------------- | --------- | ---------------------- |
| 22 de noviembre de 2009 | Mini Rommel                     | Alianza FC          | 0:0       | Chepo FC               |
| 22 de noviembre de 2009 | Estadio Javier Cruz             | CD Plaza Amador     | 3:4       | Sporting San Miguelito |
| 22 de noviembre de 2009 | Estadio Agustín Muquita Sánchez | San Francisco FC    | 4:0       | Atlético Chiriquí      |
| 22 de noviembre de 2009 | Estadio Aristocles Castillo     | Atlético Veraguense | 3:5       | Tauro FC               |
| 22 de noviembre de 2009 | Estadio Armando Dely Valdés     | CD Árabe Unido      | 2:1       | Chorrillo FC           |

### Semifinales
| 28 de noviembre de 2009 | Tauro FC                                                                          | 3:0 | Atlético Chiriquí | Mini Rommel, Ciudad de Panamá                          |                                                        |
|                         | Luis Fernando Escobar 25' · Luis Fernando Escobar 39' · Luis Fernando Escobar 72' |     |                   | Asistencia: 800 espectadores Árbitro(s): Rolando Vidal | Asistencia: 800 espectadores Árbitro(s): Rolando Vidal |

| 5 de diciembre de 2009 | Atlético Chiriquí                                                                                      | 4:4 | Tauro FC                                            | Estadio San Cristóbal, Ciudad de David                    |                                                           |
|                        | Auriel Gallardo 10' · Davis Granado 56' · Gabriel Ávila 62' · Javier Mercado 65' · Auriel Gallardo 66' |     | Ricardo Amor 9' · Luis "Matador" Tejada 41' 59' 90' | Asistencia: 1.500 espectadores Árbitro(s): Luis Rodríguez | Asistencia: 1.500 espectadores Árbitro(s): Luis Rodríguez |

| 28 de noviembre de 2009 | Chorrillo FC                                             | 3:0 | Deportivo Árabe Unido | Estadio Javier Cruz, Ciudad de Panamá                   |                                                         |
|                         | Johnny Ruiz 15' · Johnny Ruiz 47' · Alcibiades Rojas 77' |     |                       | Asistencia: 1.000 espectadores Árbitro(s): Jaffet Perea | Asistencia: 1.000 espectadores Árbitro(s): Jaffet Perea |

| 6 de diciembre de 2009 | Deportivo Árabe Unido                                                                               | 4:0 | Chorrillo FC | Estadio Armando Dely Valdés, Ciudad de Colón |                                |
|                        | Orlando Rodríguez 24' · Victor Rene Mendieta (hijo) 28' · Alejendro Vélez 43' · Camilo Aguirre 113' |     |              | Asistencia: 4.233 espectadores               | Asistencia: 4.233 espectadores |

#### Final
| 1  | POR | Carlos Bejarano             |       |
| 8  | DEF | Nahir Carroll               |       |
| 22 | DEF | Andrés Santamaría           |       |
| 24 | DEF | Reynaldo Lewin              |       |
| 32 | DEF | Harold Cummings             |       |
| 22 | MED | Roderick Paul               | 60'   |
| 6  | MED | Alejandro Vélez             |       |
| 11 | MED | Armando Cooper              |       |
|    | DEL | Publio Rodríguez            | 46'   |
| 12 | DEL | Orlando Rodríguez           |       |
| 16 | DEL | Victor René Mendieta (hijo) | 90+2' |
| DT | DT  | Richard Parra               |       |

| 1  | POR | Junior Torres         |       |  |
|    | DEF | Lionel Parrish        |       |  |
| 4  | DEF | Silvio Morelos        | 90+3' |  |
| 3  | DEF | Luis Moreno           |       |  |
| 14 | DEF | Eduardo Dasent        |       |  |
|    | MED | Jean Alberto Mc Lean  |       |  |
|    | MED | Gustavo Ávila         | 71'   |  |
|    | MED | Ricardo Amor          |       |  |
|    | MED | Luis Carlos Tejada    |       |  |
| 21 | DEL | Luis Fernando Escobar | 15'   |  |
| 7  | DEL | Edwin Aguilar         |       |  |
| DT | DT  | Gonzalo Soto          |       |  |

| 7  | MED | Eduardo Mc Taggart  | 60'   |
| 13 | DEL | José Omar Justavino | 46'   |
| 31 | DEL | Eric Davis          | 90+2' |

| 21 | DEF | Rolando Manrique Blackburn | 90+3' |
| 21 | DEL | Reggie Arosemena           | 71'   |
| 21 | DEL | Temistocles “Temi” Pérez   | 15'   |

|  | 14' | Victor René Mendieta (hijo) |
|  | 77' | Nahir Carroll               |
|  | 89' | Orlando Rodríguez           |

|  | 28' | Temistocles “Temi” Pérez |
|  | 54' | Temistocles “Temi” Pérez |

|  | 90+1' | Luis Carlos Tejada |

| Árbitro             | Rolando Vidal     |
| Árbitros asistentes | Jaime Smith       |
| Árbitros asistentes | Daniel Williamson |
| Cuarto árbitro      | Jaffet Perea      |

| 1  | POR | Carlos Bejarano             |       |
| 8  | DEF | Nahir Carroll               |       |
| 22 | DEF | Andrés Santamaría           |       |
| 24 | DEF | Reynaldo Lewin              |       |
| 32 | DEF | Harold Cummings             |       |
| 22 | MED | Roderick Paul               | 60'   |
| 6  | MED | Alejandro Vélez             |       |
| 11 | MED | Armando Cooper              |       |
|    | DEL | Publio Rodríguez            | 46'   |
| 12 | DEL | Orlando Rodríguez           |       |
| 16 | DEL | Victor René Mendieta (hijo) | 90+2' |
| DT | DT  | Richard Parra               |       |

| 1  | POR | Junior Torres         |       |  |
|    | DEF | Lionel Parrish        |       |  |
| 4  | DEF | Silvio Morelos        | 90+3' |  |
| 3  | DEF | Luis Moreno           |       |  |
| 14 | DEF | Eduardo Dasent        |       |  |
|    | MED | Jean Alberto Mc Lean  |       |  |
|    | MED | Gustavo Ávila         | 71'   |  |
|    | MED | Ricardo Amor          |       |  |
|    | MED | Luis Carlos Tejada    |       |  |
| 21 | DEL | Luis Fernando Escobar | 15'   |  |
| 7  | DEL | Edwin Aguilar         |       |  |
| DT | DT  | Gonzalo Soto          |       |  |

| 7  | MED | Eduardo Mc Taggart  | 60'   |
| 13 | DEL | José Omar Justavino | 46'   |
| 31 | DEL | Eric Davis          | 90+2' |

| 21 | DEF | Rolando Manrique Blackburn | 90+3' |
| 21 | DEL | Reggie Arosemena           | 71'   |
| 21 | DEL | Temistocles “Temi” Pérez   | 15'   |

|  | 14' | Victor René Mendieta (hijo) |
|  | 77' | Nahir Carroll               |
|  | 89' | Orlando Rodríguez           |

|  | 28' | Temistocles “Temi” Pérez |
|  | 54' | Temistocles “Temi” Pérez |

|  | 90+1' | Luis Carlos Tejada |

| Árbitro             | Rolando Vidal     |
| Árbitros asistentes | Jaime Smith       |
| Árbitros asistentes | Daniel Williamson |
| Cuarto árbitro      | Jaffet Perea      |

| Campeón de la LPF Apertura 2009:  |
| --------------------------------- |
| Deportivo Árabe Unido 10.º Título |

## Descenso y Promoción
| Tabla acumulada de la temporada 2009 | Tabla acumulada de la temporada 2009 | Tabla acumulada de la temporada 2009 | Tabla acumulada de la temporada 2009 | Tabla acumulada de la temporada 2009 | Tabla acumulada de la temporada 2009 | Tabla acumulada de la temporada 2009 | Tabla acumulada de la temporada 2009 | Tabla acumulada de la temporada 2009 | Tabla acumulada de la temporada 2009 | Tabla acumulada de la temporada 2009 |
| Equipo                               | Equipo                               | Pts                                  | PJ                                   | G                                    | E                                    | P                                    | GF                                   | GC                                   | DIF                                  |                                      |
| ------------------------------------ | ------------------------------------ | ------------------------------------ | ------------------------------------ | ------------------------------------ | ------------------------------------ | ------------------------------------ | ------------------------------------ | ------------------------------------ | ------------------------------------ | ------------------------------------ |
| 1                                    | Tauro FC                             | 68                                   | 36                                   | 19                                   | 8                                    | 6                                    | 78                                   | 45                                   | +33                                  |                                      |
| 2                                    | Atlético Chiriquí                    | 68                                   | 36                                   | 21                                   | 5                                    | 10                                   | 71                                   | 45                                   | +26                                  |                                      |
| 3                                    | Deportivo Árabe Unido                | 63                                   | 36                                   | 18                                   | 9                                    | 9                                    | 57                                   | 36                                   | +21                                  |                                      |
| 4                                    | San Francisco FC                     | 59                                   | 36                                   | 16                                   | 8                                    | 11                                   | 54                                   | 39                                   | +15                                  |                                      |
| 5                                    | Chorrillo FC                         | 59                                   | 36                                   | 15                                   | 14                                   | 7                                    | 53                                   | 38                                   | +15                                  |                                      |
| 6                                    | Sporting San Miguelito               | 53                                   | 36                                   | 15                                   | 8                                    | 13                                   | 67                                   | 47                                   | +20                                  |                                      |
| 7                                    | Chepo FC                             | 47                                   | 36                                   | 13                                   | 11                                   | 13                                   | 52                                   | 48                                   | +4                                   |                                      |
| 8                                    | CD Plaza Amador                      | 31                                   | 36                                   | 9                                    | 4                                    | 23                                   | 39                                   | 86                                   | -47                                  |                                      |
| 9                                    | Atlético Veragüense                  | 26                                   | 36                                   | 6                                    | 8                                    | 22                                   | 42                                   | 80                                   | -38                                  |                                      |
| 10                                   | Alianza FC                           | 20                                   | 36                                   | 3                                    | 11                                   | 22                                   | 34                                   | 78                                   | -44                                  |                                      |

- Pts=Puntos; PJ=Partidos jugados; G=Partidos ganados; E=Partidos empatados; P=Partidos perdidos; GF=Goles a favor; GC=Goles en contra; DIF=Diferencia de gol

 Nota:
- Estos son la suma de los puntajes de la actual temporada con la temporada pasada.

|  | Disputa juego de Descenso |

### Último Lugar
|  | Equipo     |
|  | ---------- |
|  | Alianza FC |

### Liguilla de Promoción
El Alianza FC que finalizó en la posición 10º, en la sumatoria de estos 2 últimos torneos, disputó la Liguilla de Promoción contra el club ganador de la división inferior, que fue el Río Abajo FC. El ganador fue el Alianza y se quedó en la primera división.
| Equipo de la LPF | Global | Equipo de la LNA | Ida | Vuelta |
| ---------------- | ------ | ---------------- | --- | ------ |
| Alianza FC       | 2:1    | Río Abajo FC     | 1:1 | 1:0    |

#### Partidos
| 16 de diciembre de 2009 | Alianza FC      | 1:1 | Río Abajo FC      | Mini Rommel, Ciudad de Panamá |  |
|                         | Francisco López |     | Jefferson Viveros |                               |  |

| 19 de diciembre de 2009 | Río Abajo FC | 0:1 | Alianza FC      | Mini Rommel, Ciudad de Panamá |  |
|                         |              |     | William Aguilar |                               |  |

### Ascendido y Descendido
| Permanece en Primera | Permanece en Segunda |
| -------------------- | -------------------- |
| Alianza FC           | Río Abajo FC         |

## Datos del Apertura 2009
- Campeón: Deportivo Árabe Unido y clasificado a la Concacaf Liga Campeones 2010-2011.
- Subcampeón: Tauro Fútbol Club.
- D.T. Campeón: Richard Parra (Deportivo Árabe Unido).
- Campeón Goleador: Armando Polo (Sporting San Miguelito).
- Jugador Más Valioso: Orlando Rodríguez, del Deportivo Árabe Unido.
- Mejor Arquero: Carlos Bejarano (Deportivo Árabe Unido).
- Mejor equipo en casa: El Deportivo Árabe Unido se fue invicto en la fase regular, cediendo solo un empate, obteniendo 25 de los 27 puntos que se jugaron en el Armando Dely Valdés, anotando un total de 20 goles en su terreno y cediendo solo seis; la historia fue distinta a la hora de la visita, ya que obtuvo solo 13 puntos, anotando únicamente 8 goles y recibiendo 6.

## Goleadores
| Jugador             | Jugador                     | Goles | Equipo                 |
| ------------------- | --------------------------- | ----- | ---------------------- |
| Bandera de Panamá   | Armando Polo                | 12    | Sporting San Miguelito |
| Bandera de Colombia | Johan de Ávila              | 10    | Atlético Veragüense    |
| Bandera de Panamá   | Orlando Rodríguez           | 10    | CD Árabe Unido         |
| Bandera de Panamá   | Luis Carlos Tejada          | 10    | Tauro FC               |
| Bandera de Panamá   | Edwin Aguilar               | 9     | Tauro FC               |
| Bandera de Panamá   | Jhonny Ruiz                 | 8     | Chorrillo FC           |
| Bandera de Panamá   | Luis Morales                | 8     | Sporting San Miguelito |
| Bandera de Panamá   | Antony Basile               | 7     | CD Plaza Amador        |
| Bandera de Panamá   | Luis Fernando Escobar       | 7     | Tauro FC               |
| Bandera de Panamá   | Óscar Vargas                | 6     | Atlético Chiriquí      |
| Bandera de Panamá   | Gabriel Ávila               | 6     | Atlético Chiriquí      |
| Bandera de Panamá   | Ricardo Fossatti            | 5     | Atlético Chiriquí      |
| Bandera de Panamá   | Auriel Gallardo Beitia      | 5     | Atlético Chiriquí      |
| Bandera de Panamá   | Alberto Enrique Blanco      | 4     | San Francisco FC       |
| Bandera de Panamá   | Renán Addles                | 4     | Chorrillo FC           |
| Bandera de Panamá   | Gabriel Arturo Torres       | 4     | Chepo FC               |
| Bandera de Panamá   | Engin Mitre                 | 4     | Chorrillo FC           |
| Bandera de Panamá   | Temístocles “Temi” Pérez    | 4     | Tauro FC               |
| Bandera de Panamá   | Wess Torres                 | 4     | CD Plaza Amador        |
| Bandera de Panamá   | César Medina                | 3     | Alianza FC             |
| Bandera de Panamá   | Manuel Mosquera             | 3     | CD Árabe Unido         |
| Bandera de Panamá   | David Wallace               | 3     | CD Plaza Amador        |
| Bandera de Panamá   | Jimmy Manuel Duarte Lezcano | 3     | CD Plaza Amador        |
| Bandera de Panamá   | Gabriel Rios                | 3     | Atlético Chiriquí      |
| Bandera de Panamá   | Jhon Valenzuela             | 3     | Sporting San Miguelito |
| Bandera de Panamá   | Edgardo Saavedra            | 3     | San Francisco FC       |
| Bandera de Panamá   | Jean Alberto McLean         | 3     | Tauro FC               |
| Bandera de Panamá   | Ismael Menal                | 3     | Chepo FC               |
| Bandera de Panamá   | Josué Brown                 | 3     | Atlético Veragüense    |
| Bandera de Panamá   | William Aguilar             | 3     | Alianza FC             |
| Bandera de Panamá   | Amilcar James Sánchez       | 3     | Atlético Chiriquí      |
| Bandera de Panamá   | Gilberto Salas              | 3     | Sporting San Miguelito |
| Bandera de Panamá   | Manuel Vicente Torres       | 3     | San Francisco FC       |

- Autogoles: César Vergara, y Lucio López Cárdenas (Alianza FC); Alexei Aguirre y Armando Antonio Gum (Chepo FC); Abraham Ambulo (Sporting San Miguelito); Rolando Algandona (San Francisco FC); Rafael Pinzón, y Edison Ramón Romero (Atlético Veragüense).

## Clásicos Nacionales

### Super Clásico Nacional
| 11 de septiembre de 2009 | CD Plaza Amador     | 0:0 | Tauro FC         | Estadio Javier Cruz, Ciudad de Panamá |  |
|                          | Miguel Olivares 80' |     | John Pretelt 80' |                                       |  |

| 6 de noviembre de 2009 | Tauro FC                                     | 2:0 | CD Plaza Amador | Mini Rommel, Ciudad de Panamá |  |
|                        | Ricardo Amor 72' · Jean Alberto McLean 90+1' |     |                 |                               |  |

### Clásico del Pueblo
| 20 de septiembre de 2009 | Chorrillo FC                                                | 2:3 | CD Plaza Amador                              | Estadio Javier Cruz, Ciudad de Panamá |  |
|                          | Renán Addles 10' · Rolando Rojas 73' · Alcibiades Rojas 90' |     | Antony Basile 18' 67' · José Abdul Pinto 71' |                                       |  |

| 11 de noviembre de 2009 | CD Plaza Amador | 0:0 | Chorrillo FC | Estadio Javier Cruz, Ciudad de Panamá |  |
|                         |                 |     |              | Árbitro(s): Rolando Vidal             |  |

### El Clásico Interiorano
| 29 de agosto de 2009 | Atlético Chiriquí                                                                                         | 4:0 | Atlético Veragüense                    | Estadio San Cristóbal, Ciudad de David |  |
|                      | Auriel Gallardo 4' · Óscar Vargas 43' · Manuel Torres Serrano 56' · Gabriel Rios 71' · Javier Mercado 82' |     | Jesus González 43' · Edison Romero 80' |                                        |  |

| 24 de octubre de 2009 | Atlético Veragüense | 1:2 | Atlético Chiriquí                      | Estadio Aristocles Castillo, Santiago de Veraguas |                            |
|                       | Johan De Ávila 3'   |     | Óscar Vargas 37' · Javier Lizondro 58' | Árbitro(s): Luis Rodríguez                        | Árbitro(s): Luis Rodríguez |